# Championnat du Venezuela de football 1997-1998
Navigation
Saison 1996-1997 Saison 1998-1999
La saison 1997-1998 du Championnat du Venezuela de football est la 42e édition du championnat de première division professionnelle au Venezuela et la 78e saison du championnat national.
Le championnat s'articule en deux tournois saisonniers dont les deux vainqueurs s'affrontent en finale nationale. Chaque tournoi voit les équipes engagées s'affronter deux fois, à domicile et à l'extérieur. À l'issue de ces deux tournois, un classement cumulé est mis en place afin de déterminer les deux clubs relégués, qui sont remplacés par les deux meilleurs clubs de Segunda A, la deuxième division vénézuélienne.
C'est le club de l'Atlético Zulia, finaliste la saison dernière, qui remporte la compétition, après avoir remporté le tournoi Apertura puis battu Estudiantes de Mérida (vainqueur du tournoi Clausura) lors de la finale nationale. C'est le seul et unique titre de champion de l'histoire du club, qui doit disparaître avant le démarrage de l'édition suivante, pour raisons financières.

## Les clubs participants
| - Deportivo Chacao - Caracas FC - Mineros de Guayana - Atlético El Vigía - Minerven FC - Llaneros FC | - Trujillanos FC - Atlético Zulia - Estudiantes de Mérida - UA Táchira - Carabobo FC - Promu de Segunda A - Nacional Táchira |

## Compétition
Le barème utilisé pour établir les différents classements est le suivant :
- Victoire : 3 points
- Match nul : 1 point
- Défaite : 0 point

### Torneo Apertura
| Rang | Équipe                | Pts | J  | G  | N | P  | Bp | Bc | Diff |
| ---- | --------------------- | --- | -- | -- | - | -- | -- | -- | ---- |
| 1    | Atlético Zulia        | 44  | 22 | 13 | 5 | 4  | 42 | 23 | +19  |
| 2    | Deportivo Chacao      | 41  | 22 | 12 | 5 | 5  | 45 | 28 | +17  |
| 3    | Trujillanos FC        | 37  | 22 | 10 | 7 | 5  | 24 | 17 | +7   |
| 4    | UA Táchira            | 36  | 22 | 10 | 6 | 6  | 26 | 23 | +3   |
| 5    | Caracas FCT           | 35  | 22 | 10 | 5 | 7  | 36 | 29 | +7   |
| 6    | Carabobo FCP          | 31  | 22 | 8  | 7 | 7  | 26 | 25 | +1   |
| 7    | Estudiantes de Mérida | 30  | 22 | 8  | 6 | 8  | 32 | 28 | +4   |
| 8    | Nacional Táchira      | 29  | 22 | 9  | 2 | 11 | 35 | 35 | 0    |
| 9    | Minerven FC           | 29  | 22 | 7  | 8 | 7  | 25 | 27 | -2   |
| 10   | Mineros de Guayana    | 20  | 22 | 5  | 5 | 12 | 28 | 31 | -3   |
| 11   | Atlético El Vigía     | 17  | 22 | 4  | 5 | 13 | 16 | 43 | -27  |
| 12   | Llaneros FC           | 14  | 22 | 3  | 5 | 14 | 17 | 43 | -26  |

|  | Qualification pour la Copa Libertadores 1999 et la finale nationale |
|  | Qualification pour le barrage pré-Copa CONMEBOL                     |

### Torneo Clausura
| Rang | Équipe                | Pts | J  | G  | N | P  | Bp | Bc | Diff |
| ---- | --------------------- | --- | -- | -- | - | -- | -- | -- | ---- |
| 1    | Estudiantes de Mérida | 44  | 22 | 14 | 2 | 6  | 43 | 24 | +19  |
| 2    | Trujillanos FC        | 42  | 22 | 12 | 6 | 4  | 33 | 20 | +13  |
| 3    | Deportivo Chacao      | 38  | 22 | 11 | 5 | 6  | 35 | 27 | +8   |
| 4    | Caracas FCT           | 34  | 22 | 10 | 4 | 8  | 32 | 28 | +4   |
| 5    | Atlético Zulia        | 34  | 22 | 9  | 7 | 6  | 34 | 33 | +1   |
| 6    | Llaneros FC           | 31  | 22 | 8  | 7 | 7  | 38 | 36 | +2   |
| 7    | Carabobo FCP          | 29  | 22 | 7  | 8 | 7  | 37 | 42 | -5   |
| 8    | Mineros de Guayana    | 26  | 22 | 8  | 2 | 12 | 32 | 35 | -3   |
| 9    | UA Táchira            | 26  | 22 | 7  | 5 | 10 | 25 | 34 | -9   |
| 10   | Minerven FC           | 24  | 22 | 7  | 3 | 12 | 32 | 46 | -14  |
| 11   | Atlético El Vigía     | 19  | 22 | 4  | 7 | 11 | 29 | 35 | -6   |
| 12   | Nacional Táchira      | 18  | 22 | 4  | 6 | 12 | 19 | 29 | -10  |

|  | Qualification pour la Copa Libertadores 1999 et la finale nationale |
|  | Qualification pour le barrage pré-Copa CONMEBOL                     |

### Classement cumulé
| Rang | Équipe                  | Pts | J  | G  | N  | P  | Bp | Bc | Diff |
| ---- | ----------------------- | --- | -- | -- | -- | -- | -- | -- | ---- |
| 1    | Deportivo Chacao        | 79  | 44 | 23 | 10 | 11 | 80 | 55 | +25  |
| 2    | Trujillanos FC          | 79  | 44 | 22 | 13 | 9  | 57 | 37 | +20  |
| 3    | Atlético ZuliaAp        | 78  | 44 | 22 | 12 | 10 | 76 | 56 | +20  |
| 4    | Estudiantes de MéridaCl | 74  | 44 | 22 | 8  | 14 | 75 | 52 | +23  |
| 5    | Caracas FCT             | 69  | 44 | 20 | 9  | 15 | 68 | 57 | +11  |
| 6    | UA Táchira              | 62  | 44 | 17 | 11 | 16 | 51 | 57 | -6   |
| 7    | Carabobo FCP            | 60  | 44 | 15 | 16 | 14 | 63 | 67 | -4   |
| 8    | Minervén FC             | 53  | 44 | 14 | 11 | 19 | 57 | 73 | -16  |
| 9    | Nacional Táchira        | 47  | 44 | 13 | 8  | 23 | 54 | 64 | -10  |
| 10   | Mineros de Guayana      | 46  | 44 | 13 | 7  | 24 | 60 | 66 | -6   |
| 11   | Llaneros FC             | 45  | 44 | 11 | 12 | 21 | 55 | 79 | -24  |
| 12   | Atlético El Vigía       | 36  | 44 | 8  | 12 | 24 | 45 | 78 | -33  |

|  | Qualification pour la Copa Libertadores 1999 et la finale nationale |
|  | Qualification pour le barrage pré-Copa CONMEBOL                     |
|  | Qualification pour la Copa Merconorte 1998                          |
|  | Relégation directe en Segunda A                                     |

### Finale nationale
| Équipe 1              | Résultat | Équipe 2       | Aller | Retour |
| --------------------- | -------- | -------------- | ----- | ------ |
| Estudiantes de Mérida | 0 - 5    | Atlético Zulia | 0 - 1 | 0 - 4  |

### Barrage pré-CONMEBOL
| Équipe 1         | Résultat | Équipe 2       | Aller | Retour |
| ---------------- | -------- | -------------- | ----- | ------ |
| Deportivo Chacao | 5 - 3    | Trujillanos FC | 3 - 1 | 2 - 2  |

## Bilan de la saison
| Championnat du Venezuela de football 1997-1998 |                            |
| Champion                                       | Atlético Zulia (1er titre) |
| Coupes et trophées                             |                            |
| Vainqueur de la Coupe du Venezuela 1997-1998   | Non disputée               |
| Qualifications continentales                   |                            |
| Copa Libertadores 1999                         | Atlético Zulia             |
| Copa Libertadores 1999                         | Estudiantes de Mérida      |
| Copa CONMEBOL 1998                             | Deportivo Chacao           |
| Copa Merconorte 1998                           | Caracas FC                 |
| Promotions et relégations                      |                            |
| Promus en Primera División                     | Atlético Zamora            |
| Promus en Primera División                     | Nueva Cadiz FC             |
| Relégués en Segunda A                          | Llaneros FC                |
| Relégués en Segunda A                          | Atlético El Vigia          |